# Consejo de Italia

El Imperio de Felipe II en 1598, distinguiendo el ámbito de cada consejo territorial en el sistema polisinodial de la Monarquía Hispánica
Territorios adscritos al Consejo de Castilla
Territorios adscritos al Consejo de Aragón
Territorios adscritos al Consejo de Portugal
Territorios adscritos al Consejo de Italia
Territorios adscritos al Consejo de Indias
Territorios adscritos al Consejo de Flandes, abarcando los territorios disputados con las Provincias Unidas

El Consejo de Italia, oficialmente llamado Consejo Supremo de Italia, fue el organismo de la Monarquía Hispánica que atendía los asuntos italianos (Nápoles, Presidios y Piombino, Sicilia, Milán y Finale).

## Historia
La Casa de Austria española gobernaba sus territorios por medio de órganos colegiados llamados consejos. Era un sistema de gobierno conocido como Régimen polisinodial. 
El Consejo de Aragón trataba los asuntos de Italia porque los reinos de Nápoles y Sicilia eran originariamente parte de la Corona de Aragón. Pero la complejidad de los asuntos italianos motivó que en 1556 el rey Felipe II separara el Consejo de Italia del Consejo Supremo y Real de Aragón. Posteriormente el Consejo de Italia asumió también los asuntos del Ducado de Milán.
Estaba compuesto por un presidente, seis regentes, alguaciles y secretarios. Los regentes representaban dos al Reino de Nápoles, dos al Reino de Sicilia y dos al Ducado de Milán. En los tres casos, un regente era español y el otro italiano. Entre sus competencias estaban los asuntos de Justicia y Hacienda, así como todos los nombramientos civiles y militares de los reinos y Estados italianos gobernados por la 
Monarquía Hispánica.

### Presidentes
Véase : Anexo:Presidentes del Consejo de Italia